# Hanoi (együttes)
A Hanoi egy magyar hardcore-punk zenekar, mely 2010-ben alakult Debrecenben.

## Történet
A zenekar 2010 januárjában jött létre, majd ez év nyarán ki is adták első hanganyagukat Néma falak, üres fejek címmel. Első nagylemezük, a Látóképek 2014 december 23-án jelent meg, szerzői gondozásban. Mára[mikor?] a hazai hardcore színtér egyik legelismertebb előadójává váltak[forrás?], számos hazai koncerten túl pedig külföldön, többek között Csehországban és Németországban is felléptek már.

## Tagok
- Szabó Péter - ének
- Kóti Péter - gitár
- Tarján Zoltán - gitár
- Hetey Szabolcs - basszusgitár
- Demjén Ádám - dobok

## Diszkográfia
- Néma falak, üres fejek EP (2010)
- Split w. Libido Wins (2011)
- Látóképek (2014)
- Csak egyszer éltünk EP (2017)
- Vizek és hegyek (2020)

## További információ
- Bandcamp
- YouTube
- Spotify
- Apple Music
- Facebook
- Instagram